# Charles Farrar Browne

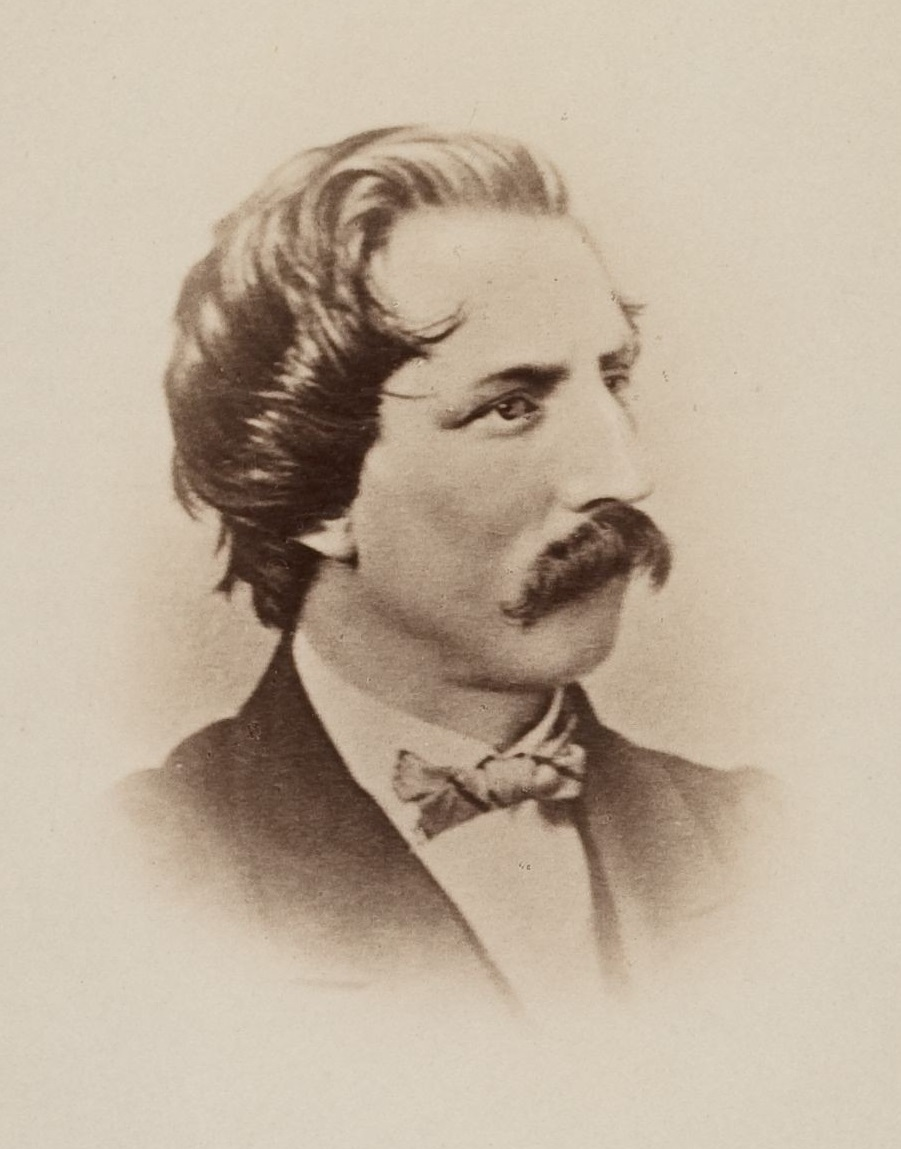
Charles Farrar Browne alias Artemus Ward

Charles Farrar Browne (* 23. April 1834 in Waterford, Maine; † 6. März 1867 in Southampton, England), bekannt auch unter dem Pseudonym Artemus Ward, war ein US-amerikanischer Schriftsteller und Satiriker.

## Biografie
Browne schrieb zunächst von 1857 bis 1861 für die Zeitung The Cleveland Plain Dealer und verband dabei Geschäftsberichte mit satirischen Untertönen. Im Anschluss verfasste er unter seinem Pseudonym Artemus Ward Artikel und ein Buch mit dem Titel Artemus Ward. His Book (1862), ehe er schließlich 1866 nach England auswanderte, wo er zu den Autoren der Zeitschrift Punch gehörte.
Er trat darüber hinaus als Humorist mit dem Beinamen „The Genial Showman“ in der Egyptian Hall in Piccadilly auf. Ward, der auch Kontakte zu Autoren wie Prentice Mulford pflegte, schrieb im Stile der Satiren im Stile von Ambrose Bierce. Im Alter von knapp 33 Jahren verstarb er an den Folgen einer Tuberkulose.